# Distrikt San Miguel (San Miguel)
Der Distrikt San Miguel liegt in der Provinz San Miguel in der Region Cajamarca im Norden Perus. Der Distrikt entstand in den Gründungsjahren der Republik Peru. Er besitzt eine Fläche von 355 km². Beim Zensus 2017 wurden 14.269 Einwohner gezählt. Im Jahr 1993 lag die Einwohnerzahl bei 15.963, im Jahr 2007 bei 15.641. Sitz der Distrikt- und Provinzverwaltung ist die 2608 m hoch gelegene Kleinstadt San Miguel de Pallaques mit 4007 Einwohnern (Stand 2017). San Miguel de Pallaques befindet sich 40 km nordwestlich der Regionshauptstadt Cajamarca.

## Geographische Lage
Der Distrikt San Miguel befindet sich in der peruanischen Westkordillere südostzentral in der Provinz San Miguel.  Durch den Nordosten sowie entlang der südöstlichen Distriktgrenze fließt der Río San Miguel (auch Río Puclush), ein rechter Nebenfluss des Río Jequetepeque, nach Süden. Letzterer begrenzt den Distrikt im Süden. Im Südwesten reicht der Distrikt bis zum Unterlauf des Río Pallac.
Der Distrikt San Miguel grenzt im Westen an die Distrikte Unión Agua Blanca und El Prado, im Norden an den Distrikt Calquís, im Nordosten an die Distrikte Llapa und San Silvestre de Cochán, im Osten an die Distrikte San Pablo und San Luis (beide in der Provinz San Pablo) sowie im Süden an die Distrikte Tantarica und Yonán (beide in der Provinz Contumazá).

## Ortschaften
Im Distrikt gibt es neben dem Hauptort folgende größere Ortschaften:
- Bellavista
- Chiapon
- Chuad
- La Comunidad
- La Mascota
- Lamaspampa
- Lanchepampa
- Lladen
- Quinden Alto
- Quinden Bajo
- Rodeopampa
- Santa María
- Santa Rosa
- Tayapampa Canchan